# San Miguel Amoltepec Viejo
San Miguel Amoltepec Viejo är en ort i Mexiko.   Den ligger i kommunen Cochoapa el Grande och delstaten Guerrero, i den sydöstra delen av landet, 250 km söder om huvudstaden Mexico City. San Miguel Amoltepec Viejo ligger 2 205 meter över havet och antalet invånare är 211.
Terrängen runt San Miguel Amoltepec Viejo är kuperad åt sydväst, men åt nordost är den bergig. Terrängen runt San Miguel Amoltepec Viejo sluttar söderut. Runt San Miguel Amoltepec Viejo är det ganska tätbefolkat, med 60 invånare per kvadratkilometer. Närmaste större samhälle är Malinaltepec, 17,9 km väster om San Miguel Amoltepec Viejo. I omgivningarna runt San Miguel Amoltepec Viejo växer huvudsakligen savannskog.